# Typhonia troughti
Typhonia troughti is een vlinder uit de familie van de zakjesdragers (Psychidae). De wetenschappelijke naam van de soort is, als Eochorica troughti, voor het eerst geldig gepubliceerd in 1955 door Hans Georg Amsel. De soort werd in 2004 door Thomas Sobczyk in het geslacht Typhonia geplaatst.